# Божидар Смиљанић
Божидар Смиљанић (Загреб, 20. септембар 1936 — Загреб, 7. април 2018) био је југословенски и хрватски позоришни, телевизијски и филмски глумац, писац и продуцент. Током своје каријере остварио је велики број филмских и телевизијских улога, а познат је по улогама негативаца и споредним улогама у страним копродукцијама. Освојио је велики број филмских и позоришних награда, а истичу се Стеријина награда за глумачко остварење 1983. године и Награда Владимир Назор у категорији филмске уметности за животно дело, 2016. године.

## Биографија
Рођен је 20. септембра 1936. године у Загребу. Професионалну глумачку каријеру започео је 1954. године, када је имао шеснаест година, улогом Пере у филму Сињи Галеб, у режији Бранка Бауера. Најпознатије улоге играо је у филмовима Божији оклоп, где је глумио заједно са Џеки Ченом, 1986. године, у улози грофа Бенона. Године 1991. играо је и у филму Божији оклоп 2: Операција кондор, а 1997. године тумачио је лик министра Жарка Пељевића у филму Миротворац.
Остварио је велики број улога у југословенским филмским и телевизијским остварењима као што су серије Капелски кресови, Куда иду дивље свиње, у филмовима Козара, Битка на Неретви, Живи били па видјели, а последњу улогу имао је у хрватском филму Устав Републике Хрватске, 2016. године.
У периоду од 1950—1953. године био је члан аматерске групе Загребачког позориште младих. Године 1953. уписује Академију драмске уметности у Загребу, завршава је 1957. године, а исте године постаје стални члан Загребачког драмског позоришта (данас Градско драмско позориште Гавела).
Од 1970—1973. године био је професор на Академији драмске уметности у Загребу и директор драмског сектора Хрватског народног позоришта у Осијеку, а истовремено и члан Хрватско народног позоришта у Загребу. Током 1977. године био је управни позоришта ЕСТА у Загребу. Од 1978. до 1984. године био је стални члан драмског одела Хрватско народног позоришта у Загребу као глумац, а 1983. године и као режисер.
Од 1984. године био је слободан глумац, углавном ангажован на разним филмовима страних продукција. Од септембра 2003. године водио је уметничку организацију Нетфејс, радећи истовремено као глумац, наставник глуме и као песник.
Радио је и као кастинг редитељ на кратком филму Даса (2008) и филму Да могу... из 2009. године, који је уједно и продуцирао.
Издао је роман Сви хрватски коловози, писао есеје као што је Бити или не бити глумац: записи о незахвалној професији, као и дела Шашави ријечник хрватскога казалишног жаргона, Шашавих речник чудних ријечи, Нагласни састав стандардног хрватског језика и многе друге.
Преминуо је 7. априла 2018. године у болници у Загребу.

## Филмографија
| Год.       | Назив                                  | Улога                    |
| ---------- | -------------------------------------- | ------------------------ |
| 1950-е     |                                        |                          |
| 1953.      | Сињи галеб                             | Перо                     |
| 1960-е     |                                        |                          |
| 1960.      | Непознати                              |                          |
| 1961.      | Вртларев пас                           |                          |
| 1961.      | Свашта се може догодити једнога дана   |                          |
| 1961.      | Пустолов пред вратима                  |                          |
| 1961.      | Човјек од важности                     |                          |
| 1962.      | Козара                                 | Немац                    |
| 1962.      | Скерцо за Марула                       |                          |
| 1963.      | У пролазу                              |                          |
| 1963.      | Кандидат смрти                         |                          |
| 1965.      | Лака соната                            |                          |
| 1965.      | Сасвим мало скретање                   |                          |
| 1965.      | Осуда инж. Меглара                     |                          |
| 1965.      | Банкет                                 |                          |
| 1968.      | Лаура                                  |                          |
| 1968.      | Кратак сусрет                          |                          |
| 1969.      | Битка на Неретви                       | хирург                   |
| 1969.      | А у позадини море                      |                          |
| 1970-е     |                                        |                          |
| 1971.      | Куда иду дивље свиње                   |                          |
| 1973.      | Заиста замршен случај                  |                          |
| 1975.      | Хотелска соба                          |                          |
| 1975.      | Цар се забавља                         |                          |
| 1976.      | Капелски кресови                       | пуковник Туљуси          |
| 1976.      | Самац                                  |                          |
| 1977.      | Марија                                 | поручник Денк            |
| 1977.      | Акција стадион                         | илегалац                 |
| 1977.      | Никола Тесла                           | Санфорд Вајт, архитекта  |
| 1979.      | Новинар                                | Милан, уредник редакција |
| 1979.      | Живи били па видјели                   | Клари                    |
| 1980-е     |                                        |                          |
| 1980.      | Пуном паром                            | Жељко                    |
| 1980.      | Вело мисто                             | директор гимназије       |
| 1981.      | Казалишни живот или смрт               | инспектор                |
| 1981.      | Јеленко                                |                          |
| 1981.      | Несретан случај                        |                          |
| 1981.      | Ситне игре                             |                          |
| 1982.      | Непокорени град                        | полицијски агент         |
| 1984.      | Бомбашки процес                        | Римај                    |
| 1984.      | Необични сако                          |                          |
| 1984.      | Нада                                   | француски огласник       |
| 1985.      | Хорватов избор                         | Јурај Ратковић           |
| 1985.      | Трансилванија 6-5000                   | инспектор Перчек         |
| 1986.      | Досије                                 |                          |
| 1986.      | Божији оклоп                           | Гроф Бенон               |
| 1987.      | Путовање у Вучјак                      | Јурај Ратковић           |
| 1987.      | Дванаест жигосаних - Смртоносна мисија | Пол Верлен               |
| 1987.      | Академија за принцезе                  | ујак Константин          |
| 1987.      | Пројекат А 2                           | гувернер                 |
| 1988.      | Дванаест жигосаних                     | Конобар                  |
| 1988.      | Интрига                                | ТВ репортер              |
| 1989.      | Заборављен                             | Немац                    |
| 1990-е     |                                        |                          |
| 1991.      | Божији оклоп 2: Операција Кондор       | Гроф Бенон               |
| 1991.      | Папа мора умрети                       | кардинал Спот            |
| 1991.      | У заклону                              | Фјодор                   |
| 1992.      | Песак времена                          | шеик                     |
| 1995.      | Госпа                                  | отац Иван                |
| 1997.      | Миротворац                             | министар Жарко Прељевић  |
| 1997.      | Божићна чаролија                       | наратор                  |
| 1999.      | Четвероред                             | Петњарић                 |
| 2000-е     |                                        |                          |
| 2002.      | Потонуло гробље                        |                          |
| 2003.      | Милост мора                            |                          |
| 2003.      | Капућино на треће место                | Дон Федерико Рубини      |
| 2004.      | Сто минута славе                       | Изидор                   |
| 2005.      | Лопови прве класе                      | државни лопов            |
| 2005–2008. | Забрањена љубав                        | доктор Бујаш/Деда Мраз   |
| 2007.      | Понос Раткајевих                       | сидока                   |
| 2008.      | Даса                                   | шеф                      |
| 2008–2013. | Одмори се, заслужио си                 | Грга                     |
| 2009.      | Битанге и принцезе                     | Деда Мраз                |
| 2010.      | Доме, слатки доме                      | Арчибалд Маринковић      |
| 2010.      | Инструктор                             | Драгутин Блажек          |
| 2010-е     |                                        |                          |
| 2011.      | Најбоље године                         | мајор Вранковић          |
| 2011.      | Missione di pace                       |                          |
| 2011–2013. | Ларин избор                            | свештеник                |
| 2012.      | Људождер вегетаријанац                 | професор Боровина        |
| 2012.      | Никол, поверљиво                       | библиотекар              |
| 2013.      | Ејафјадлајекидл                        | Осман                    |
| 2014.      | Superchondriac                         | шеф брзе хране           |
| 2016.      | Устав Републике Хрватске               | Хрвоје Краљ              |

## Награде и признања
- Стеријина награда за глумачко остварење (Нови Сад, 1983. године)
- Награда Владимир Назор у категорији филмске уметности за животно дело, (Хрватска 2016. године.)
- Награда Фабијан Шоваговић на 64. Филмском фестивалу у Пули[4]
- Награда за најбољег глумца у документарно-играном филму Хјустон, имамо проблем, на словеначком фестивалу (Словенија 2016. године)[5]